# Illawarra Grevillea Park
El Parque Illawarra de Grevilleas (inglés: Illawarra Grevillea Park) es un jardín botánico de 15 hectáreas de extensión, en Bulli, Nueva Gales del Sur, Australia.  
El código de reconocimiento internacional de "Illawarra Grevillea Park" como miembro del "Botanic Gardens Conservation Internacional" (BGCI), así como las siglas de su herbario, es ILLAW.

## Localización e información
El jardín botánico se ubica en Bulli, un suburbio de Wollongong.
Illawarra Grevillea Park Illawarra Grevillea Park Society Inc, Princes Highway, Bulli, NSW 2516 Australia.
Planos y vistas satelitales: 34°17′24.36″S 150°53′21.1194″E / -34.2901000, 150.889199833
Los adultos pagan una tarifa de entrada; los niños entran gratis.

## Historia
Durante mediados de los años ochenta llegó a ser necesaria la existencia de un parque permanente que reuniera y albergara el material vegetal originario silvestre del género Grevillea. 
El grupo de estudio de Grevillea de la "Society for Growing Australian Plants" había cultivado hasta ese momento estas grevilleas silvestres en un vivero acondicionado en Bulli y pronto se llegó a la conclusión de que para mantener la colección era necesario un parque mayor. 
Con la ayuda de los jardines botánicos de Sídney y Canberra, el consejo de Wollongong fue acercando posturas con respecto al establecimiento del parque. El área fue seleccionada con la ayuda de Mr Gregory, de WCC, y varios concejales. 
El trabajo comenzó en 1987. En 1993, después de que un grupo financiado por el esquema del SALTO (para los parados) trabajara por un considerable período del año, el parque se abrió en septiembre de 1993.

## Colecciones

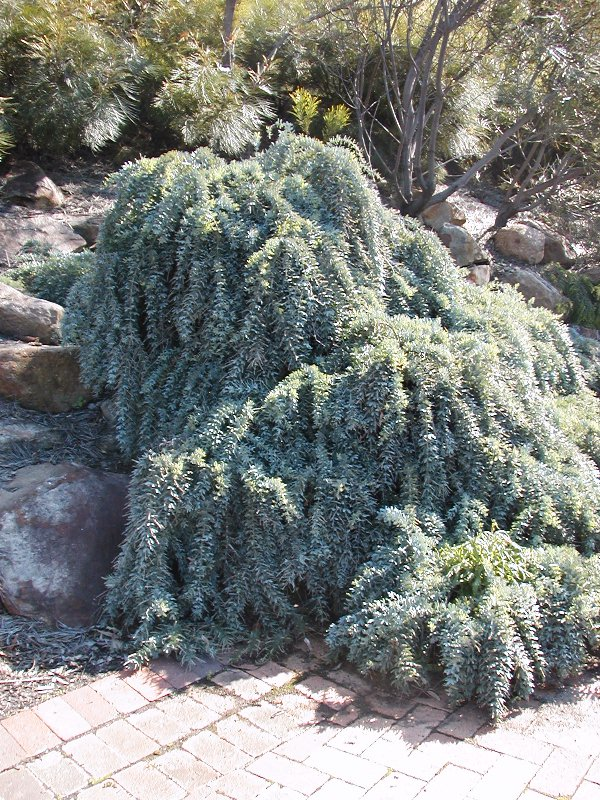
Un ejemplar de Acacia baileyana prostrata en el "Illawarra Grevillea Park", Bulli.

El 100 % de sus colecciones de plantas pertenecen a la flora australiana.
Entre sus colecciones especiales están:
- Grevillea,
- Prostanthera
- La selva, situada en la sección posterior del parque, cubre un área con la flora esclerófila húmeda de la selva tropical. Esta área había sido utilizada como parte de la mina de Bulli, donde se había desarrollado una vegetación densa de lantana y otras malas hierbas antes de ser incluido en el parque. Desde entonces se ha realizado un gran esfuerzo para la regeneración de la cubierta vegetal, y los frutos del trabajo ahora se están comenzando a mostrar. De acuerdo con los precios Wollongong.